# Piruló csigagomba
A piruló csigagomba (Hygrophorus erubescens) a csigagombafélék családjába tartozó, Eurázsiában és Észak-Amerikában elterjedt, fenyvesekben élő, nem ehető gombafaj.

## Megjelenése

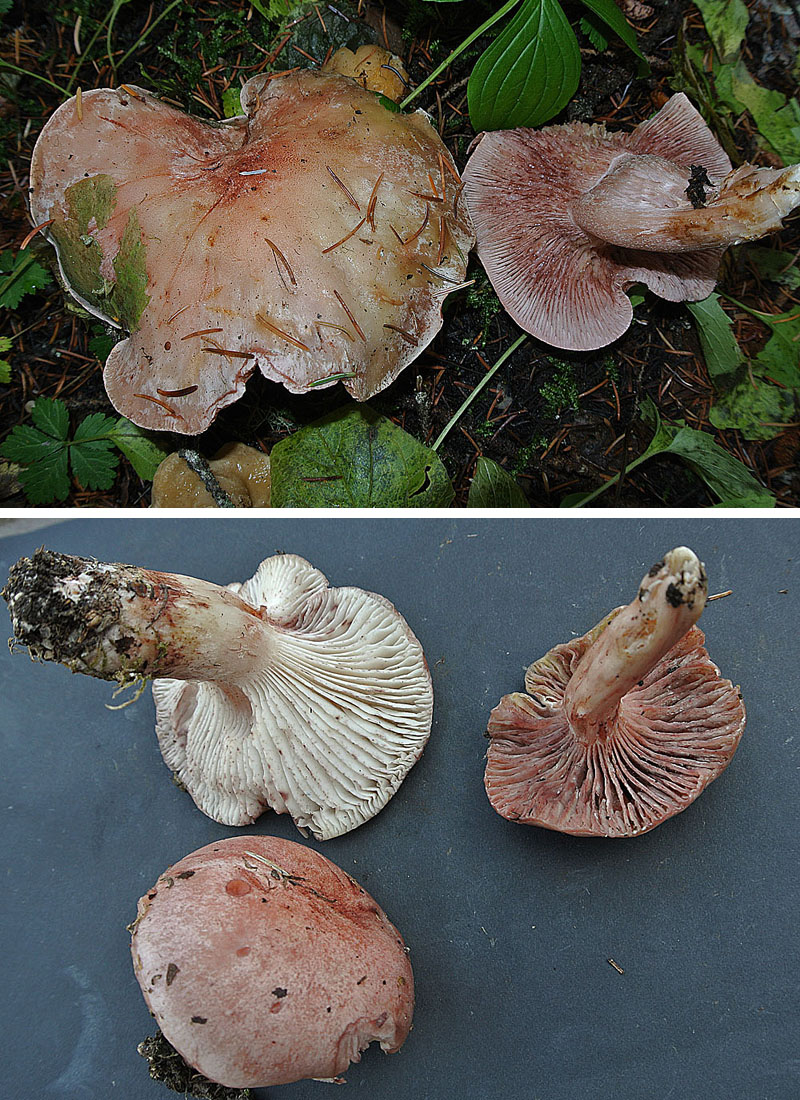

A piruló csigagomba kalapja 2-8 cm széles, fiatalon domború, majd széles domborúan vagy laposan kiterül. Felszíne nedves időben tapadós; felülete sima vagy helyenként finoman szőrözött. Széle fiatalon begöngyölt, később egyenes. Színe fehérestől rózsásig terjed (főleg a közepén), gyakran szálas vagy színfoltos. Öregen a közepe kifakulhat, sárgásra színeződhet.
Húsa kemény, fehér színű, sérülésre nem változik vagy lassan sárgul. Szaga és íze nem jellegzetes vagy kesernyés. 
Kissé ritkás lemezei szélesen tönkhöz nőttek vagy némileg lefutók; sok a féllemez. Színük eleinte fehér vagy halványsárgás, idővel vörösesen foltos vagy teljesen rózsás. 
Tönkje 3-10 cm magas és 0,5-1 cm vastag. Alakja egyenletesen hengeres vagy a töve felé kissé vékonyodó (fiatalon némileg bunkós is lehet). Nem üregesedik. Színe eleinte fehér, majd rózsásan-vörösesen elszíneződhet. Felszíne sima vagy finoman szőrözött.
Spórapora fehér. Spórája ellipszis alakú, inamiloid, mérete 8-10 x 5-6,5 µm. 

### Hasonló fajok
A vörösfoltos csigagomba és a borvörös csigagomba hasonlít hozzá.

## Elterjedése és termőhelye
Eurázsiában és Észak-Amerikában honos. 
Hegy- és dombvidéki fenyvesekben él, inkább meszes talajon. Nyáron és ősszel terem. 
A keserű példányok nem ehetőek.   